# Plélauff
Plélauff é uma comuna francesa na região administrativa da Bretanha, no departamento Côtes-d'Armor. Estende-se por uma área de 25,15 km². Em 2010 a comuna tinha 658 habitantes (densidade: 26,2 hab./km²).